# Гоцатлинская ГЭС
Гоцатлинская гидроэлектростанция имени В.А. Минина — ГЭС на реке Аварское Койсу, у села Чалда Гергебильского района Дагестана. Вместе с Ирганайской ГЭС входит в состав каскада ГЭС на Аварском Койсу, являясь его верхней ступенью.

## Конструкция станции
Гоцатлинская ГЭС построена по плотинной схеме, с береговым зданием ГЭС.
Состав сооружений ГЭС:.
- насыпная галечниковая плотина высотой 69 м, длиной по гребню 157 м, шириной по гребню 12 м. Объём насыпи грунта — 1,57 млн м³. В качестве противофильтрационного элемента применена асфальтобетонная диафрагма.
- береговой эксплуатационный туннельный водосброс длиной 491 м. Максимальный пропускаемый расход — 683 м³/с. Водосброс не имеет затворов — включается в работу по достижении водохранилищем гребня перелива. Расположен на правом берегу.
- водоприёмник, расположенный на левом берегу.
- водоподводящий тракт, частично совмещенный со строительным тоннелем. Состоит из вертикальной шахты глубиной 35 м и диаметром 6 м, строительно-деривационного тоннеля длиной 232,7 м и диаметром 7,5 м, подземного станционного водовода длиной 97 м и диаметром 6 м, а также развилки на два турбинных водовода.
- водовыпускной тоннель длиной 72,8 м и диаметром 7,5 м, заканчивающийся выходным порталом. Тоннель сопрягается с концевой частью станционного водовода. Выходной портал оборудован затворной камерой с плоским скользящим затвором с гидроприводом. За выходным порталом располагается железобетонный водовод прямоугольного сечения длиной 30 м, высотой 7,5 м и шириной 7 — 9,95 м. Водовод переходит в концевое устройство (носок-трамплин). Использование водовыпускного тоннеля предполагается в при пропуске катастрофических паводков.
- строительный тоннель длиной 453 м. В период строительства использовался для пропуска расходов реки, в настоящее время его большая часть используется в качестве водоподводящего тракта (строительно-деривационный тоннель и водовыпускной тоннель с концевыми устройствами), а начальная часть отделена бетонной пробкой и затоплена водохранилищем.
- береговое здание ГЭС с КРУЭ-110 кВ.
- отводящий канал длиной 1550 м.

Мощность Гоцатлинской ГЭС — 100 МВт, среднегодовая выработка — 350 млн кВт·ч. В здании ГЭС установлены 2 вертикальных гидроагрегата мощностью по 50 МВт, с радиально-осевыми турбинами РО 910-ВМ-310, работающими при расчётном напоре 71 м. Турбины приводят в действие гидрогенераторы СВ 640/140-30. Производитель гидротурбин — украинское предприятие «Турбоатом», гидрогенераторов — «Электротяжмаш-Привод» (г. Лысьва). Подача воды на турбины происходит по турбинным водоводам диаметром 4 м, перекрываемых предтурбинными дисковыми затворами ЗДб-75-400. Генераторы вырабатывают электроэнергию на напряжении 10,5 кВ, которая преобразуется на напряжение сети двумя силовыми трансформаторами. Выдача мощности в энергосистему происходит через комплектное распределительное устройство элегазовое (КРУЭ-110 кВ) закрытого типа. Машинный зал ГЭС оборудован мостовым краном грузоподъемностью 200 т. Плотина ГЭС образовала Гоцатлинское водохранилище недельного регулирования полным объёмом 48,1 млн м³ и полезным объёмом 3,55 млн м³, нормальный подпорный уровень (НПУ) составляет 665 м, форсированный подпорный уровень (ФПУ) — 666 м, уровень мертвого объёма (УМО) — 663 м, площадь зеркала — 1,82 км²

## История
Согласно изначальной схеме гидроэнергетического использования реки Аварское Койсу выше Ирганайской ГЭС планировалось строительство мощной Зирани ГЭС с высотной плотиной. В конце 1980-х годов при разработке ТЭО Зирани ГЭС было принято решение об использовании этого участка реки двумя ступенями — верхней, построенной по плотинной схеме (Гоцатлинская ГЭС), и нижней, возводимой по деривационной схеме (Могохская ГЭС). Это решение было утверждено 23 октября 1990 года Минэнерго СССР. Рабочий проект Гоцатлинской ГЭС был разработан институтом «Ленгидропроект» и в 1995 году утвержден Главгосэкспертизой России; в ходе проектирования в качестве одного из вариантов рассматривалась станция мощностью 106 МВт (2×40 МВт, 1×26 МВт) и среднегодовой выработкой 283 млн кВт·ч. Приказ о начале подготовительного периода строительства Гоцатлинской ГЭС был издан Минэнерго СССР 10 июня 1991 года, но фактически работы на площадке (вертикальная планировка территории, строительство ЛЭП и подстанции) было начато в 1995 году и уже в 1997 году прекращено по причине отсутствия средств.
Интерес к проекту снова возник в 2005 году, чему способствовало несколько факторов — образование ОАО «ГидроОГК», обладающего необходимыми финансовыми ресурсами; поддержка проекта руководством республики Дагестан; приближающееся завершение строительства первой очереди Ирганайской ГЭС, в связи с чем освобождался подготовленный коллектив строителей. 21 сентября 2006 года Председатель Правления ОАО «ГидроОГК» Вячеслав Синюгин подписал приказ о начале работ по сооружению Гоцатлинской ГЭС, на месте её строительства прошла торжественная церемония закладки памятной капсулы.
Строительство Гоцатлинской ГЭС вело АО «Сулакский ГидроКаскад», входящее в состав ПАО «РусГидро». К апрелю 2007 года была выполнена значительная часть подготовительных работ — закончены работы по строительству земляного полотна автодороги к ГЭС, проведена топогеодезическая съемка, произведена лесосводка на участке будущего строительства, подготовлена территория под котлован ГЭС, начато строительство отводящего канала. В 2008 году были завершены работы по проходке строительного тоннеля, а также земляные работы в здании ГЭС. Перекрытие реки состоялось 18 марта 2009 года. В 2009 году была отсыпана плотина до отметки 610 м, начата проходка эксплуатационного водосброса, продолжалась разработка котлована водоприёмника. К концу 2010 года строительная готовность ГЭС оценивалась в 38,9 %, велось бетонирование подземной части здания ГЭС, был заключен договор о поставке гидротурбин. В 2011 году был начат монтаж отсасывающих труб гидротурбин, плотина достигла отметки 629 м. В 2012 году общая готовность проекта достигла 68 %, был завершен монтаж спиральных камер турбин, был смонтирован мостовой кран машинного зала, начат монтаж дисковых затворов. В 2013 году началось возведение асфальтобетонной диафрагмы плотины (также рассматривался вариант создания противофильтрационного элемента по технологии «стена в грунте» из буросекущихся свай). В 2014 году было завершено строительство асфальтобетонной диафрагмы и отсыпка плотины, в основном закончены работы по монтажу гидроагрегатов.
Станция была введена в эксплуатацию 1 октября 2015 года. 22 декабря 2016 года станции присвоено имя главного инженера проекта, Владимира Аркадьевича Минина.

## Археологические находки
При строительстве Гоцатлинской ГЭС археологами на территории, которая была затоплена после пуска электростанции, было обнаружено и детально обследовано древнее Ортоколинское поселение X—XII веков.